# Luz María Bedoya
Pour les articles homonymes, voir Bedoya.
Luz María Bedoya née en 1969 à Talara est une artiste plasticienne péruvienne. Elle travaille la photographie, la vidéo, l'installation, le dessin, le texte et l'audio. Elle vit et travaille à Lima.

## Biographie
Luz María Bedoya est diplômée de langue et de littérature de l'Université catholique de Lima. Elle étudie la photographie au Musée des Beaux-arts de Boston. Elle parfait sa formation à Paris. Elle suit des séminaires au Collège international de philosophie, au Centre Roland Barthes à l'université Paris-Diderot et à la Bibliothèque nationale de France.
Elle réalise la série photographique Punto Ciego en 1997. Elle voyage à plusieurs reprises le long de la route panaméricaine, longue de 2 600 kilomètres, qui longe du nord au sud la côte désertique du Pérou. Luz María Bedoya est fascinée par les paysages désertiques, les vastes étendues de terrain plat. Elle dit : « La configuration de l'espace est plutôt déconcertante dans le désert ; on y vit une expérience unique, en fonction de sa propre perception de la distance et de l'absence de relief ».
En 2020, pour le projet Todos los faros de la costa peruana, elle utilise les fréquences des 56 phares de la côte pour en faire une partition musicale. Elle confie cette partition à plusieurs musiciens qui sont libres de l'interpréter comme ils l'entendent. Luz María Bedoya explore les possibilités sonores de sa partition, avec la voix et différents instruments mais aussi des objets. Elle sollicite la poétesse Anne Carson, le musicologue Peter Szendy, la cinéaste Safaa Fathy.
En 2021, pendant la pandémie, Luz María Bedoya recopie au pinceau des phrases simples qui tiennent sur une ligne sur des cahiers d'écoliers. Cette série Cuadernos Loro rappelle les lignes que les élèves étaient contraints d'écrire en guide de punition.

## Expositions
- Biennale de Venise, Venise, 2005
- Urbe & Arte: Imaginarios de Lima en transición 1980-2005, Musée national du Pérou (es), Lima, 2006
- 47’ 7’’, Galería Giorgio Persano, Turin, 2007
- BAC! 09, Festival d'Art Contemporain, Barcelone, 2010
- Thrown at the wall, PhotoIreland 201O, Dublin, 2010
- Arte al paso – Colección de Arte Peruano Contemporáneo del MALI. Pinacothèque de Sao Paulo, 2011

- Decimo Parallelo Nord. Fotografia contemporanea da India e Sudamerica, Fondazione Fotografia, Modène, 2012
- Ejercicios de Utopía, Fondazione San Carlo, Modène, 2012
- Todos los faros de la costa peruana, Fundación Telefónica Movistar, 2021